# 121
121 је била проста година.

## Догађаји
- Први пут се помиње римско насеље у данашњем Визбадену у Немачкој.
- Цар Хадријан исправља границу између римске Британије и Каледоније, на линији која иде од реке Тајн до Солвеј Ферта.
- У Риму почиње изградња храма Венере и Рома.

## Рођења
- 26. април — Марко Аурелије, римски цар (у. 180)

## Смрти
- Цај Лун - кинески изумитељ
- Елевтерије Илирски - хришћански мученик и светитељ